# Grad Grebinj
Grad Grebinj je grad na 130 m visoki kamniti gori nad mestom Grebinj v avstrijski deželi Koroški .

## Zgodovina
Grad je bil zgrajen med letoma 1124 in 1146 po ukazu bamberškega škofa Otona. V listini iz leta 1160 je cesar Friderik I. omenjen kraj Grivena kot last Bamberških škofov.
Leta 1292 je koroški plemič grof Ulrik Vovbrški zavzel utrdbo ob podpori salzburškega nadškofa Konrada IV. v vstaji proti Albertu Habsburškemu, sinu nemškega kralja Rudolfa I. in vojvodi Majnhardu II.. Toda Ulrika so njegovi zavezniki zapustili in eno leto kasneje so morali grad zapustiti. Leta 1759 je škof Adam Friderik prodal posest Bamberških na Koroškem cesarici Mariji Tereziji, grad pa je bil vključen v Koroško vojvodino.
Okoli leta 1520 je bila izvedena velika obnova gradu zaradi grožnje, ki so jo predstavljale osmanske sile, z bazo obsegajočo okoli 4000 m 2, čeprav Turki dejansko niso nikoli oblegali Grebinja. Leta 1659 je strela udarila v enega od stolpov in začelo se je propadanje gradu. Leta 1768 so opravili zadnjo mašo in okoli leta 1840 so na gradu odstanili streho. Leta 2000 se je začelo obnavljanje gradu. Na goro do ruševin vodi strma pešpot .

## Jama
Znotraj gore je Grebinjska Tropfsteinhöhle ( jama s kapniki) dolga 485 m, ki so jo odkrili šele ob koncu druge svetovne vojne. Odprta je za javnost in je od leta 1957 velja za naravno znamenitost.